# Robert Clatworthy
(William) Robert Clatworthy est un chef décorateur (ou directeur artistique) américain, né le 31 décembre 1911 en Illinois (lieu à préciser), mort le 2 mars 1992 à La Cañada Flintridge (Californie).

## Biographie
Au cinéma, Robert Clatworthy est chef décorateur ou directeur artistique de quasiment quatre-vingt-dix films films américains (parfois en coproduction), les deux premiers sortis en 1943.
Parmi ses films notables, mentionnons Les Mains qui tuent de Robert Siodmak (1944), Écrit sur du vent de Douglas Sirk (1956), Psychose d'Alfred Hitchcock (1960), ou encore La Nef des fous de Stanley Kramer (1965).
Son dernier film est la coproduction franco-américaine Un autre homme, une autre chance de Claude Lelouch (1977).
La Nef des fous lui permet de gagner en 1966 l'Oscar des meilleurs décors (il obtient quatre autres nominations durant sa carrière : voir détails ci-dessous).
Pour la télévision, entre 1959 et 1974, Robert Clatworthy travaille sur trois séries et trois téléfilms. Citons La Quatrième Dimension (premier épisode, 1959) et Rawhide (neuf épisodes, 1959).

## Filmographie partielle

### Cinéma
- 1944 : Vacances de Noël (Christmas Holiday) de Robert Siodmak
- 1944 : Caravane d'amour (Can't Help Singing) de Frank Ryan
- 1944 : Les Mains qui tuent (Phantom Lady) de Robert Siodmak
- 1945 : Deanna mène l'enquête (Lady on a Train) de Charles David
- 1947 : Hollywood en folie (Variety Girl) de George Marshall
- 1950 : L'Araignée (Woman in Hiding) de Michael Gordon
- 1951 : Quand les tambours s'arrêteront (Apache Drums) d'Hugo Fregonese
- 1952 : Steel Town de George Sherman
- 1952 : Le Traître du Texas (Horizons West) de Budd Boetticher
- 1952 : La Madone du désir (The San Francisco Story) de Robert Parrish
- 1952 : Une fille à bagarres (Scarlet Angel) de Sidney Salkow
- 1953 : Révolte au Mexique (Wings of the Hawk) de Budd Boetticher
- 1953 : La Légion du Sahara (Desert Legion) de Joseph Pevney
- 1953 : Quand la poudre parle (Law and Order) de Nathan Juran
- 1954 : Fille de plaisir (Playgirl) de Joseph Pevney
- 1954 : Vengeance à l'aube (Dawn at Socorro) de George Sherman
- 1955 : La Maison sur la plage (Female on the Beach) de Joseph Pevney
- 1955 : La police était au rendez-vous (Six Bridges to Cross) de Joseph Pevney
- 1955 : L'Enfer des hommes (The Hell and Back) de Jesse Hibbs
- 1955 : La Muraille d'or (Foxfire) de Joseph Pevney
- 1956 : Écrit sur du vent (Written on the Wind) de Douglas Sirk
- 1956 : Le Prix de la peur (The Price of Fear) d'Abner Biberman
- 1957 : Le Survivant des monts lointains (Night Passage) de James Neilson
- 1957 : La chose surgit des ténèbres (The Deadly Mantis) de Nathan Juran
- 1957 : L'Homme qui rétrécit (The Incredible Shrinking Man) de Jack Arnold
- 1958 : La Soif du mal (Touch of Evil) d'Orson Welles
- 1959 : Dans les griffes du vampire (Curse of the Undead) d'Edward Dein
- 1959 : Le Bagarreur solitaire (The Wild and the Innocent) de Jack Sher

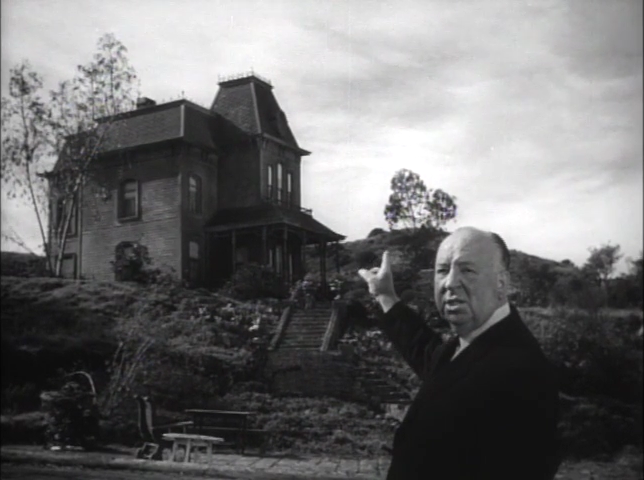
Psychose (1960) : bande-annonce, avec Alfred Hitchcock

- 1960 : Piège à minuit (Midnight Lace) de David Miller
- 1960 : Psychose (Psycho) d'Alfred Hitchcock
- 1960 : Pollyanna de David Swift
- 1960 : La Femme sangsue (The Leech Woman) d'Edward Dein
- 1961 : Un pyjama pour deux (Lover Come Back) de Delbert Mann
- 1961 : La Fiancée de papa (The Parent Trap) de David Swift
- 1962 : Un soupçon de vison (That Touch of Mink) de Delbert Mann
- 1963 : L'Été magique (Summer Magic) de James Neilson
- 1964 : Les Séducteurs (Bedtime Story) de Ralph Levy
- 1964 : Ne m'envoyez pas de fleurs (Send Me No Flowers) de Norman Jewison
- 1964 : Le Mercenaire de minuit (Invitation to a Gunfighter) de Richard Wilson
- 1965 : La Nef des fous (Ship of Fools) de Stanley Kramer
- 1965 : Daisy Clover (Inside Daisy Clover) de Robert Mulligan
- 1967 : Devine qui vient dîner ? (Guess Who's Coming to Dinner?) de Stanley Kramer
- 1969 : Fleur de cactus (Cactus Flower) de Gene Saks
- 1969 : Le Secret de Santa Vittoria (The Secret of Santa Vittoria) de Stanley Kramer
- 1970 : Le Pays sauvage (The Wild Country) de Robert Totten
- 1970 : RPM (R.P.M.) de Stanley Kramer
- 1971 : Scandalous John de Robert Butler
- 1973 : Quarante carats (Forty Carats) de Milton Katselas
- 1974 : Un cowboy à Hawaï (The Castaway Cowboy) de Vincent McEveety
- 1975 : Rapport confidentiel (Report to the Commissioner) de Milton Katselas
- 1976 : Car Wash de Michael Schultz
- 1976 : Le Trésor de Matacumba (Treasure of Matecumbe) de Vincent McEveety
- 1976 : C'est arrivé entre midi et trois heures (From Noon till Three) de Frank D. Gilroy
- 1977 : Un autre homme, une autre chance de Claude Lelouch (film franco-américain)

### Télévision
- 1959 : Série La Quatrième Dimension (The Twilight Zone), saison 1, épisode 1 Solitude (Where Is Everybody?) de Robert Stevens
- 1959 : Série Rawhide, saison 1, 9 épisodes
- 1971 : The Failing of Raymond, téléfilm de Boris Sagal
- 1974 : The Whiz Kid and the Mystery at Riverton, téléfilm de Tom Leetch
- 1974 : The Family Kovack, téléfilm de Ralph Senensky

## Distinctions

### Récompenses
- 1966 : Oscar des meilleurs décors, catégorie noir et blanc, pour La Nef des fous
- 2014 : Art Directors Guild Hall of Fame

### Nominations
- Oscar des meilleurs décors :
  - 1961 : catégorie noir et blanc, pour Psychose
  - 1963 : catégorie couleur, pour Un soupçon de vison
  - 1966 : catégorie couleur, pour Daisy Clover
  - 1968 : pour Devine qui vient dîner ?